# 巴旅館
巴旅館為臺灣日治時期位於士林街草山的著名溫泉旅館，位於現今臺北市士林區陽明山國家公園內。其在二戰後由陽明山管理局接管，於後作為「聯勤陽明山招待所」(又稱「逸園」)。目前原巴旅館的建築大多已改建，僅存澡堂和部分石牆，而其澡堂於2019年被登錄為臺北市歷史建築。

## 介紹
巴旅館（平假名：ともえりょかん，羅馬字：Tomoe Ryokan）為位於草山溫泉的著名溫泉旅館之一，由日人館野弘六創立，館野弘六亦為台北至草山的交通開拓者之一，由巴自動車商會開闢草山至台北間的定期公車。在野弘六去世後，巴旅館改由其遺孀館野小捨經營，當時的旅館的洋館內有12間客房、撞球場和休憩室，並設有表面為紅磚的浴場及網球場。
1949年後，巴旅館由陽明山管理局接管並改為「草山管理辦公室」，並在1970年與原位於眾樂園（今臺北市教師研習中心）的「聯勤陽明山招待所」換地，而成為招待所。

## 建築特色
巴旅館興建於1924年，由淡水忠寮燕樓派名師承建。原旅館建築現為兩層樓的鋼筋混凝土造建築，屋頂鋪設黃色琉璃瓦。巴旅館目前僅存的石造澡堂為八角型，外觀為具特色的安山岩石牆、牛頭窗通氣孔、屋架及塔頂通風木構屋架。